# Margret Wendt
Margret Wendt (* 1955 in Bitterfeld) ist eine deutsche Politikerin (AfD). Sie ist seit 2021 Abgeordnete im Landtag von Sachsen-Anhalt.

## Leben
Die Industriekauffrau war Büroleiterin der Büros des AfD-Bundestagsabgeordneten Andreas Mrosek in Berlin, Dessau-Roßlau und Gräfenhainichen. 2016 trat sie in die AfD ein. Sie ist Stadträtin der Stadt Oranienbaum-Wörlitz, Fraktionsvorsitzende der AfD-Stadtratsfraktion und Vorstandsmitglied des AfD-Kreisverbandes Stadt Dessau-Roßlau (Schriftführerin).